# Žubrica
Žubrica falu Horvátországban Verőce-Drávamente megyében. Közigazgatásilag Suhopoljéhoz tartozik.

## Fekvése
Verőce központjától légvonalban 14, közúton 16 km-re délkeletre, községközpontjától légvonalban 5, közúton 6 km-re délkeletre, Nyugat-Szlavóniában, a Papuk-hegység északi lábánál fekszik. Egyetlen, nyugat-keleti irányú főutcából áll, melynek középső részén áll a falu haranglába.

## Története
A település a 19. század első felében keletkezett. A második katonai felmérés térképén „Zubrica” néven találjuk. Verőce vármegye Verőcei járásának része volt. A településnek 1857-ben 149, 1910-ben 258 lakosa volt. 1910-ben a népszámlálás adatai szerint lakosságának 50%-a horvát, 27%-a magyar anyanyelvű volt. Az I. világháború után 1918-ban az új szerb-horvát-szlovén állam, majd később (1929-ben) Jugoszlávia része lett. A magyar lakosság a II. világháború alatti üldöztetések miatt elmenekült. 1991-ben 130 főnyi lakosságának 92%-a horvát nemzetiségű volt. 2011-ben a településnek 111 lakosa volt.

## Lakossága
| Lakosság változása | Lakosság változása | Lakosság változása | Lakosság változása | Lakosság változása | Lakosság változása | Lakosság változása | Lakosság változása | Lakosság változása | Lakosság változása | Lakosság változása | Lakosság változása | Lakosság változása | Lakosság változása | Lakosság változása | Lakosság változása |
| ------------------ | ------------------ | ------------------ | ------------------ | ------------------ | ------------------ | ------------------ | ------------------ | ------------------ | ------------------ | ------------------ | ------------------ | ------------------ | ------------------ | ------------------ | ------------------ |
| 1857               | 1869               | 1880               | 1890               | 1900               | 1910               | 1921               | 1931               | 1948               | 1953               | 1961               | 1971               | 1981               | 1991               | 2001               | 2011               |
| 149                | 136                | 175                | 159                | 180                | 258                | 238                | 220                | 219                | 220                | 192                | 147                | 154                | 130                | 119                | 111                |

(1880-ig településrészként.)

## Nevezetességei
A falu római katolikus haranglábát a Kisjézusról nevezett Szent Teréz tiszteletére szentelték. Misét csak évente egyszer, a védőszent ünnepét követő vasárnapon celebrálnak benne.